# Щербець
Щербець (пол. Szczerbiec) — власна назва меча — коронаційної реліквії польських королів. Єдина зі збережених давніх реґалій династії П'ястів.
За легендою, меч отримав своє ім'я після того, як на ньому залишилася щербина після удару Болеслава Хороброго цією зброєю по Золотих воротах (на виїзді з Києва 1018 року). Але цю подію вважають малоймовірною, бо похід Болеслава Хороброго на Київ відбувся ще до будівництва Золотих воріт (1037). Хіба б меч був надщерблений об давніші ворота Києва або ж це було здійснено правнуком Болеслава.

## Коронаційний парадний меч польських королів
Реальна історія Щербця простежується від XIII століття. Спочатку меч був знаком судової влади польських королів. Коронаційним парадним мечем Щербець став з 1320, коли після возз'єднання доти розділеної Польщі мечем у Вавельській катедрі коронували на престол Владислава Локетка. У такий спосіб меч використовували до кінця 18 століття, за винятком коронацій деяких правителів.
У загрозливих для польської державності моментах Щербець вивозили з Польщі. Так, у середині XVII і на початку XVIII століття його евакуювали через південний кордон, щоби врятувати від зазіхань нападників-шведів. У 1733 під час війни за спадщину Августа II його ховали від Августа III, щоби той не скористався з реліквії для своєї коронації.

## Пригоди Щербеця післярозділів Речі Посполитої
у 1790-х роках, коли прусські війська захопили Краків, польські коронаційні реґалії (зокрема, Щербець) були вивезені з замку Вавель до Берліна. Невдовзі Польща на 120 років утратила незалежність.
У 1809-1811 Щербець був виставлений на продаж і придбаний російським міністром юстиції князем Дмитром Лобановим-Ростовським. Від нього меч перейшов до російського князя Демидова, а 1870 року — до відомого колекціонера Олександра Базилевського (посла Росії у Франції).
1884 — меч Щербець разом з усією колекцією Базилевського придбав російський імператор Олександр III. Відтак Щербець зберігався в Ермітажі (Санкт-Петербург).
1928 — за умовами Ризького миру (1921), СРСР повернув коронаційну реліквію Польській Республіці, і Щербець протягом 11 років знову зберігався на Вавелі.
1939 — після початку Другої світової війни евакуйований до Франції, відтак — до Великої Британії, а 1940 року — до Канади, де зберігався у польському посольстві в Оттаві. До комуністичної ПНР через опір польської антикомуністичної еміграції Щербець повернувся лише 1959 року. Нині зберігається у замку Вавель у Кракові як одна з найшанованіших національних реліквій.

## Опис меча
Завдовжки 98 см. Ефес прикрашений багатим візерунком. Клинок прямий, двобічної заточки. Руків'я плоске, в перетині прямокутне, трохи розширене до гарди. Всі частини ефеса вкриті гравійованими та чорненими золотими пластинами.
Навершя округле, гарда вигнута у бік клинка з розширеннями на кінцях. На боки руків'я та гарди нанесені латинські написи. Меч був прикрашений вузькими іменними срібними пластинами з написами, розташованими на клинку від центру гарди, але вони були втрачені в XIX столітті. Відомо, що повний напис на мечі свідчив про його належність спадковому князю Болеславу, володарю Польщі, Мазовії та Ленчиці (встановити особу цього князя історикам наразі не вдалося).
Готичні піхви з золотими та срібними прикрасами, ймовірно, були створені для меча в 1320, але втрачені у 1819—1874. Трикутний емальований щит геральдичної форми з білим орлом на червоному тлі — єдиний зі збережених елементів піхов.
|            | Аверс | Аверс | Вузькій бік                                                                                  | Реверс                                                                                  | Реверс                                                                                  | Вузькій бік                                                                                                   |
| ---------- | --- | --- | -------------------------------------------------------------------------------------------- | --------------------------------------------------------------------------------------- | --------------------------------------------------------------------------------------- | --- |
| Навершя    | Середнє коло: Стилізована літера Т (або Т на верхній частині C) між літерами альфа і омега увінчаними хрестами, над хрестом у розетці | Середнє коло: Стилізована літера Т (або Т на верхній частині C) між літерами альфа і омега увінчаними хрестами, над хрестом у розетці | Ромбічний малюнок                                                                            | Середнє коло: Виноградний кущ                                                           | Середнє коло: Виноградний кущ                                                           | Ромбічний малюнок                                                                                             |
| Навершя    | Зовнішнє кільце: Напис: + REC. FIGVRA. TALET. AD AMOREM. REGVM. ET. PRINCIPVM. IRAS IUDICV. M                                         | Зовнішнє кільце: Напис: + REC. FIGVRA. TALET. AD AMOREM. REGVM. ET. PRINCIPVM. IRAS IUDICV. M                                         | Ромбічний малюнок                                                                            | Зовнішнє кільце: Виноградне листя                                                       | Зовнішнє кільце: Виноградне листя                                                       | Ромбічний малюнок                                                                                             |
| Руків'я    | Ornamentation on the obverse of the grip of Szczerbiec                                                                                | Угорі: Крилатий лев Святого Марка, напис: MARCVS                                                                                      | Напис: LIST E. EST. GLAUD… h.BOLEZLAI ‘DVC… (зараз втрачений і замінений ромбічним малюнком) | Ornamentation on the reverse of the grip of Szczerbiec                                  | Угорі: Орел Святого Івана, напис: IhOANNES                                              | Напис: CVM. QVO. EI DNS. OS. AVXIL ETVR. ADUS. PARTES. AMEN (зараз втрачений і замінений наповненням з воску) |
| Руків'я    | Ornamentation on the obverse of the grip of Szczerbiec                                                                                | Середина: Крилатий бик Святого Луки, напис: LVCAS                                                                                     | Напис: LIST E. EST. GLAUD… h.BOLEZLAI ‘DVC… (зараз втрачений і замінений ромбічним малюнком) | Ornamentation on the reverse of the grip of Szczerbiec                                  | Середина: Ангел Святого Матвія, напис: MMThCVS                                          | Напис: CVM. QVO. EI DNS. OS. AVXIL ETVR. ADUS. PARTES. AMEN (зараз втрачений і замінений наповненням з воску) |
| Руків'я    | Ornamentation on the obverse of the grip of Szczerbiec                                                                                | Унизу: Агнець Божий | Напис: LIST E. EST. GLAUD… h.BOLEZLAI ‘DVC… (зараз втрачений і замінений ромбічним малюнком) | Ornamentation on the reverse of the grip of Szczerbiec                                  | Унизу: Агнець Божий                                                                     | Напис: CVM. QVO. EI DNS. OS. AVXIL ETVR. ADUS. PARTES. AMEN (зараз втрачений і замінений наповненням з воску) |
| Хрестовина | Winged lion of Saint Mark | Лівий кінець: Крилатий лев Святого Марка                                                                                              | Малюнок з трикутників                                                                        | Angel of Saint Matthew                                                                  | Лівий кінець: Ангел Святого Матвія                                                      | Малюнок з трикутників                                                                                         |
| Хрестовина | Середина: Напис: QVICVMQVE hEC + NOMI[N]A DEII SECVM TVLERI[T] NVLLVM PERICVL[VM] CN EI OMNINO NOC[E]BIT                              | Середина: Напис: QVICVMQVE hEC + NOMI[N]A DEII SECVM TVLERI[T] NVLLVM PERICVL[VM] CN EI OMNINO NOC[E]BIT                              | Малюнок з трикутників                                                                        | Середина: Напис: CON. CITOMON.. EEVE SEDALAI. EBREbEL над малюнком з виноградного листя | Середина: Напис: CON. CITOMON.. EEVE SEDALAI. EBREbEL над малюнком з виноградного листя | Малюнок з трикутників                                                                                         |
| Хрестовина | Winged ox of Saint Luke | Правий кінець: Крилатий бик Святого Луки                                                                                              | Малюнок з трикутників                                                                        | Eagle of Saint John                                                                     | Правий кінець: Орел Святого Івана                                                       | Малюнок з трикутників                                                                                         |

## Меч Щербець на Личаківському цвинтарі
Встановлене у 1990-х роках, усупереч тодішньому рішенню Львівської міської ради, на польському військовому меморіалі Личаківського цвинтаря бронзове зображення Щербеця періодично стає каменем спотикання в українсько-польських взаєминах.